# 威海衛行政区
威海衛行政区（いかいえい-ぎょうせいく）は、中華民国国民政府により設置された特別行政区。

## 管轄区域
現在の威海市環翠区及び栄成市北部の地域に相当する。

## 沿革
1898年（光緒24年）7月、清朝とイギリスの間に『訂租威海衛専条』が締結され、劉公島及び威海衛湾内の各島嶼及びその沿岸10マイルの地域がイギリスに租借され租界が形成された。
1930年（民国19年）10月、威海衛はイギリスより中華民国に返還されると、11月、威海衛行政区が正式に成立、行政院直轄とされた。
日中戦争中は日本軍に占領され、その後は中華民国臨時政府、汪兆銘政権（華北政務委員会）の統治下に置かれ南京国民政府は施政権を一時喪失したが、1945年（民国34年）、日本の敗戦と汪兆銘政権の崩壊に伴い施政権を回復、同年10月に威海市に統合され、山東省の管轄とされた。